# Pre)Thing
pre)Thing foi uma banda de Rock alternativo formada em 2001 pelo ex-guitarrista do Crazy Town Rust Epique.Lançaram uma demo independente ainda com o nome de Rustandthesuperheroes e dois anos depois quando se juntaram a V2 Records mudaram o nome para pre)Thing e fizeram o primeiro e único álbum de estúdio, lançado tempo depois após a morte do vocalista que sofreu um ataque do coração em 2004.

## Discografia
| Ano  | Álbum                                                                            |
| ---- | -------------------------------------------------------------------------------- |
| 2002 | Diary in Music (Garage Days) - Lançado: 30 de Abril de 2002 - Gravadora: Mavrust |
| 2004 | 22nd Century Lifestyle - Lançado: 6 de Abril de 2004 - Gravadora: V2 Records     |